# Salvatore D’Aquale
Salvatore D’Aquale – włoski bokser, medalista mistrzostw Włoch z roku 2000.
W grudniu 2000 zdobył brązowy medal na Mistrzostwach Włoch 2000. W półfinale kategorii lekkopółśredniej przegrał z Michele Di Lucerą, ulegając mu na punkty (2:10). W marcu 2001 reprezentował Włochy na turnieju Trofeo Italia 2001. Włoch odpadł w eliminacjach, przegrywając na punkty (5:12) z Ukraińcem Jurijem Zołotowem.